# Bantamka
Bantamka – popularna rasa kury domowej z grupy ozdobnych kur karłowatych, hodowana jako ptak ozdobny.

## Rys historyczny
Bantamka jest jedną z najstarszych ras kur karłowatych, ich dokładne pochodzenie nie jest znane, prawdopodobnie wywodzi się z Japonii, lecz niektórzy hodowcy uważają, że miejsce ich pochodzenia to prowincja Bantam na Jawie, a nazwa rasy pochodzi od portu Bantam – dawniej ważnego portu w Indonezji. Rasa została przywieziona do Niemiec w 1870 roku. W roku 1909 powstał niemiecki związek hodowców bantamek.

## Cechy rasy
Bantamki cechują się dużym temperamentem, zrównoważonym charakterem, mocno rozwiniętym instynktem macierzyńskim, ale niską nieśnością. Osiągają masę ciała 500–600 g. Zarówno u kury jak i u koguta powinny być wyraźnie widoczne białe zausznice, mogące być nieco mniejsze u niektórych odmian barwnych.

### Kształt
Kogut: Spory ogon, sylwetka przysadzista, na głowie duży różyczkowy grzebień.
Kura: Nieduży ogon, sylwetka przysadzista, na głowie niewielki grzebień różyczkowy.

## Odmiany barwne
Początkowo istniały tylko bantamki czarne, jednak w trakcie hodowli wyselekcjonowano kilkanaście odmian kolorystycznych, m.in. dzika, złotoszyja, srebrnoszyja, gronostajowa, niebieska, biała, żółta, jastrzębiata, porcelanowa, kuropatwiana i czarno-biała.